# Art Long
Arthur Donnell "Art" Long (Rochester, Nueva York, 1 de octubre de 1972) es un exjugador de baloncesto estadounidense que disputó tres temporadas en la NBA, transcurriendo el resto de su carrera en ligas menores de su país, y en equipos de doce países diferentes de todo el mundo. Con 2,06 metros de estatura, jugaba en la posición de ala-pívot.

## Trayectoria deportiva

### Universidad
Su carrera universitaria transcurrió primero en varios junior college, en Independence Community Junior College, Dodge City Community College en Kansas y Southeastern Community College en Iowa. En 1994 fue transferido a los Bearcats de la Universidad de Cincinnati, donde jugó dos temporadas, en las que promedió 10,5 puntos y 8,6 rebotes por partido.

### Profesional
Tras no ser elegido en el Draft de la NBA de 1996, jugó en el ÉB Pau-Orthez francés y en el Club Atlético Quilmes Mar del Plata argentino, llegando a firmar por los Portland Trail Blazers en enero de 1999, aunque no llegó a debutar.
Tras jugar en las ligas de Puerto Rico y Venezuela, regresó a Francia en 2000 para fichar con el ASVEL Lyon-Villeurbanne, con el que promedió 16,1 puntos y 8,6 rebotes por partido en la liga francesa y 15,3 puntos y 6,2 rebotes en la Suproliga.
Mediada la temporada 1999-00 de la NBA fichó por los Sacramento Kings por diez días, quienes ya lo habían tenido a prueba en la pretemporada. Participó en 9 partidos de forma testimonial, no logrando anotar ni un solo punto.
Jugó ese verano en los Brujos de Guayama portorriqueños, donde promedió 13,8 puntos y 12,0 rebotes por partido, hasta que en octubre de 2001 fichó por los Seattle SuperSonics, con los que disputó una temporada completa, saliendo en 25 partidos como titular, promediando 4,5 puntos y 4,0 rebotes por encuentro.
La temporada siguiente fichó por los Philadelphia 76ers, con quienes disputó 19 partidos en los que promedió 2,1 puntos y 2,1 rebotes. En diciembre de 2002 se vio envuelto en un traspaso a tres bandas en el cual estuvieron involucrados además de él Mark Bryant, Kenny Thomas y James Posey, acabando en los Denver Nuggets, quienes finalmente lo desecharon. Un mes después firmó por 10 días con los Toronto Raptors, renovando 10 días más, disputando 7 partidos en los que promedió 2,9 puntos y 2,9 rebotes.
En febrero de 2003 fichó por el Saski Baskonia de la liga ACB, con quienes únicamente llegaría a disputar un partido de competición europea, siéndole rescindido el contrato a petición de su entrenador Duško Ivanović, debido a su carácter problemático.
Regresó a su país para jugar en los Huntsville Flight de la NBA D-League, donde en 10 partidos promedió 11,7 puntos y 7,6 rebotes. Su carrera continuó en varios equipos de diversas partes del mundo, como Turquía, Irán, Ucrania, de nuevo Puerto Rico -donde jugó en los Vaqueros de Bayamón, promediando 9,2 puntos y 10,8 rebotes por partido-, México, Uruguay, y finalmente jugó en los Guaros de Lara venezolanos, donde puso fin a su carrera.

## Estadísticas de su carrera en la NBA

### Temporada regular
| Temporada | Edad | Equipo              | Liga | Pos. | P  | TIT | MIN  | TC  | TCA | %TC  | 3P  | 3PA | %3P   | 2P  | 2PA | %2P  | TL  | TLA | %TL  | R.OF. | R.DEF. | REB | ASIS | ROB | TAP | PER | FP  | PTS |
| 2000-01   | 28   | Sacramento Kings    | NBA  | SF   | 9  | 0   | 2.2  | 0.0 | 0.4 | .000 | 0.0 | 0.0 |       | 0.0 | 0.4 | .000 | 0.0 | 0.2 | .000 | 0.2   | 0.7    | 0.9 | 0.1  | 0.0 | 0.3 | 0.2 | 0.6 | 0.0 |
| 2001-02   | 29   | Seattle SuperSonics | NBA  | PF   | 63 | 27  | 15.7 | 1.9 | 3.9 | .492 | 0.0 | 0.0 |       | 1.9 | 3.9 | .492 | 0.7 | 1.3 | .529 | 1.7   | 2.3    | 4.0 | 0.7  | 0.3 | 0.4 | 1.0 | 2.9 | 4.5 |
| 2002-03   | 30   | TOTAL               | NBA  | SF   | 26 | 0   | 8.1  | 1.1 | 2.9 | .373 | 0.1 | 0.1 | .667  | 1.0 | 2.8 | .361 | 0.1 | 0.4 | .200 | 0.8   | 1.5    | 2.3 | 0.2  | 0.2 | 0.4 | 0.8 | 1.3 | 2.3 |
| 2002-03   | 30   | Philadelphia 76ers  | NBA  | SF   | 19 | 0   | 6.9  | 1.0 | 2.6 | .380 | 0.1 | 0.1 | 1.000 | 0.9 | 2.6 | .367 | 0.1 | 0.3 | .200 | 0.7   | 1.4    | 2.1 | 0.1  | 0.1 | 0.4 | 0.5 | 1.2 | 2.1 |
| 2002-03   | 30   | Toronto Raptors     | NBA  | SF   | 7  | 0   | 11.4 | 1.3 | 3.6 | .360 | 0.1 | 0.3 | .500  | 1.1 | 3.3 | .348 | 0.1 | 0.7 | .200 | 1.1   | 1.7    | 2.9 | 0.6  | 0.4 | 0.4 | 1.6 | 1.9 | 2.9 |
| Total     |      |                     | NBA  |      | 98 | 27  | 12.4 | 1.5 | 3.3 | .458 | 0.0 | 0.0 | .667  | 1.5 | 3.3 | .456 | 0.5 | 1.0 | .485 | 1.3   | 1.9    | 3.3 | 0.5  | 0.3 | 0.4 | 0.9 | 2.2 | 3.5 |